# Villaflores (Kasztília és León)
Villaflores egy község Spanyolországban, Salamanca tartományban.  Lakosainak száma 260 fő (2024).

## Népesség
A település népessége az elmúlt években az alábbi módon változott:
| Lakosok száma | 436  | 402  | 369  | 348  | 312  | 291  | 288  | 277  | 258  | 260  |
|               | 2001 | 2004 | 2007 | 2009 | 2012 | 2014 | 2017 | 2019 | 2022 | 2024 |